# 메리켄 맞비차
메리켄 맞비차(メリケン向かい飛車、メリケンむかいびしゃ)는 쇼기의 몰이비차 전법의 일종이다. 선수라면 비차를 8줄로, 후수라면 비차를 2줄로 몰고, 왼쪽에 금이 나가는 공격형 맞비차 중 선수라면 7줄(후수라면 3줄)의 자리를 잡아 두는 전형이다.
장려회 출신 아마추어 쇼기의 전국 대회를 수차례 이겨온 요코야마 고보(横山公望)가 개발했다. '메리켄(メリケン)'의 유래는 요코야마 고보 자신이 명명했으나, 요코야마의 출신지인 요코하마시 미나토정의 메리켄 부두(メリケン波止場)(오산교(大さん橋))의 연상 이미지에서 땄다.

## 해설
그림 1처럼 공격형 맞비차로 ▲6七은에서 ▲7五보로 줄의 자리를 잡는다. 더욱이 짜는 방법은(특히 △8五보의 비차를 둘 곳을 보류해오는 경우 등) 비차를 몰기 전에 먼저 ▲7五보를 정하고 난 뒤 나아가는 이시다류로 해 보이는 방법이 있다.
그림 1에서 후수가 △5二금우라면 거기서 갑자기 ▲8六보 △동보 ▲동비에서 걸리게 하는 수순이 있다. 맞비차 측은 좌금형이므로 비차가 들어오는 것에 강하고, 비차 교환은 후수 앉은비차 측이 불리하므로 비차 교환을 피하거나, 후수 △8五보라면 ▲8八비~▲7六은에서 반격이 가능하다. △8四보라면 ▲8八비~▲7六은 외에 ▲7六비로 돌아서 이시다류처럼 해 반격하는 방법도 있다.
7줄을 나가 은이 진출 가능한 것으로 그 결과, 앉은비차가 경계해 △8五보의 비차를 둘 곳을 나아가지 않아도 반격을 하기 쉽다. 또 ▲6五보에서의 각 교환을 하는 반격도 가능하다.
| 9  | 8  | 7  | 6  | 5  | 4  | 3  | 2  | 1  |    |
| 香 | 桂 |    | 金 |    |    |    | 桂 | 香 | 一 |
|    |    | 王 |    | 金 |    |    | 飛 |    | 二 |
| 歩 | 歩 | 歩 | 歩 | 銀 |    | 角 | 歩 | 歩 | 三 |
|    |    |    |    | 歩 | 歩 | 銀 |    |    | 四 |
|    |    |    |    |    |    | 歩 | 歩 |    | 五 |
|    |    | 歩 | 歩 | 歩 | 歩 |    |    |    | 六 |
| 歩 | 歩 |    | 銀 | 銀 | 金 | 歩 |    | 歩 | 七 |
|    | 角 | 玉 |    |    |    |    | 飛 |    | 八 |
| 香 | 桂 |    | 金 |    |    |    | 桂 | 香 | 九 |

한편, 그림 2처럼 ▲7六은에서 ▲6七금으로 준비해 지구전으로 하는 방법도 있다. 이 태세에서도 그림 2에서 ▲9七계~▲8五은이나 1보 가진 뒤의 ▲8六보 △동보 ▲8五보 등의 반격이 가능하다. 항상 8六에서의 걸림이 있으므로 앉은비차 측은 동굴곰으로 하기 힘들다. 또 몰이비차 측은 좌금을 5七~4七로 당겨서 울타리를 더 강하게 하는 방법도 가능하다.
참고 문헌으로는 창시자에 의한 저서(요코야마 1995)가 간행된 외에 『시마 노트: 몰이비차편(島ノート : 振り飛車編)』(시마 2005)에서도 소개됐다.
이미 오래전부터 두어졌고 간분 3년(1663년)에 창간한 『상희경(象戯鏡)』에 게재돼있는 오하시 소케이(大橋宗桂) 대 혼인보 산사(本因坊算砂)전(간행본에서 가장 오래됐다고 간주되는 게이초 13년(1608년) 오사카성 히데요리 공 어전 쇼기, 참고도)에서 후수인 산사의 몰이비차가 △3四은형의 맞비차의 진을 채용하고 있다.

### 각 교환형
| 9  | 8  | 7  | 6  | 5  | 4  | 3  | 2  | 1  |    |
| 香 | 桂 |    | 金 |    | 金 |    | 桂 | 香 | 一 |
|    | 飛 |    |    |    |    | 王 | 銀 |    | 二 |
| 歩 |    | 歩 | 銀 | 歩 | 歩 |    | 歩 | 歩 | 三 |
|    |    |    | 歩 |    |    | 歩 |    |    | 四 |
|    | 歩 | 歩 |    |    |    |    |    |    | 五 |
|    |    |    |    |    |    |    |    |    | 六 |
| 歩 | 歩 | 銀 | 歩 | 歩 | 歩 | 歩 | 歩 | 歩 | 七 |
|    |    | 飛 |    |    |    | 銀 | 玉 |    | 八 |
| 香 | 桂 |    | 金 |    | 金 |    | 桂 | 香 | 九 |

| 9  | 8  | 7  | 6  | 5  | 4  | 3  | 2  | 1  |    |
| 香 | 桂 |    |    |    |    |    | 桂 | 香 | 一 |
|    | 飛 |    |    |    | 金 | 王 |    |    | 二 |
| 歩 |    | 歩 | 金 | 歩 | 歩 | 銀 | 歩 | 歩 | 三 |
|    |    |    | 歩 | 銀 |    | 歩 |    |    | 四 |
|    | 歩 | 歩 |    |    |    |    |    |    | 五 |
|    |    | 銀 | 歩 |    |    |    |    |    | 六 |
| 歩 | 歩 | 桂 |    | 歩 | 歩 | 歩 | 歩 | 歩 | 七 |
|    |    | 金 | 飛 |    |    | 銀 | 玉 |    | 八 |
| 香 |    |    |    |    | 金 |    | 桂 | 香 | 九 |

| 9  | 8  | 7  | 6  | 5  | 4  | 3  | 2  | 1  |    |
| 香 | 桂 |    |    |    |    |    | 桂 | 香 | 一 |
|    | 飛 |    |    |    | 金 | 王 |    |    | 二 |
| 歩 |    | 歩 | 金 | 歩 |    |    | 歩 |    | 三 |
|    |    |    | 歩 | 銀 | 歩 | 銀 |    | 歩 | 四 |
|    | 歩 | 歩 |    |    |    | 歩 |    |    | 五 |
|    |    | 銀 | 歩 |    |    |    |    | 歩 | 六 |
| 歩 |    | 桂 | 金 | 歩 | 歩 | 歩 | 歩 |    | 七 |
|    | 飛 |    |    |    |    | 銀 | 玉 |    | 八 |
| 香 | 桂 |    |    |    | 金 |    | 桂 | 香 | 九 |

유사한 전형은 각 교환형에서도 생긴다. 그림 3-1은 선수의 마스다식 이시다류에서의 변화로, 선수가 ▲7六비로 뜨지 않고 ▲7七은으로 한 부분. 이하 △7四보 ▲동보 △동은에 ▲6六보 △7五은 ▲6五보로 한 판. 외에는 그림 3-2처럼 짜고 나서 ▲6九비에서 ▲8九비의 전환을 본다. 후수가 먼저 △8六보 ▲동보 △동비로 오면 ▲8七은으로 해 8줄을 역습할 수 있다. 그림 3-3의 국면으로 되면 이하 △8三보에서는 ▲6一각 △4三은우 ▲8三각성 △동비 ▲8四보 △8二비 ▲8三보성 △5二비 ▲7二토가 목적인 방법.
| 9  | 8  | 7  | 6  | 5  | 4  | 3  | 2  | 1  |    |
| 香 | 桂 | 銀 | 金 | 王 |    | 銀 | 桂 | 香 | 一 |
|    | 飛 |    |    |    |    | 金 | 角 |    | 二 |
| 歩 | 歩 | 歩 | 歩 | 歩 | 歩 |    | 歩 |    | 三 |
|    |    |    |    |    |    | 歩 |    | 歩 | 四 |
|    |    |    |    |    |    |    | 歩 |    | 五 |
|    |    | 歩 |    |    |    |    |    |    | 六 |
| 歩 | 歩 |    | 歩 | 歩 | 歩 | 歩 |    | 歩 | 七 |
|    | 角 | 金 |    |    |    |    | 飛 |    | 八 |
| 香 | 桂 | 銀 |    | 玉 | 金 | 銀 | 桂 | 香 | 九 |

| 9  | 8  | 7  | 6  | 5  | 4  | 3  | 2  | 1  |    |
| 香 | 桂 | 銀 | 金 | 王 |    |    | 桂 | 香 | 一 |
|    |    |    |    |    | 飛 | 金 |    |    | 二 |
| 歩 | 歩 | 歩 | 歩 | 歩 |    | 銀 | 歩 |    | 三 |
|    |    |    |    |    | 歩 | 歩 |    | 歩 | 四 |
|    |    |    |    |    |    |    | 歩 |    | 五 |
|    |    | 歩 |    |    |    |    |    |    | 六 |
| 歩 | 歩 | 銀 | 歩 | 歩 | 歩 | 歩 |    | 歩 | 七 |
|    |    | 金 | 玉 |    | 銀 |    | 飛 |    | 八 |
| 香 | 桂 |    |    |    | 金 |    | 桂 | 香 | 九 |

| 9  | 8  | 7  | 6  | 5  | 4  | 3  | 2  | 1  |    |
| 香 | 桂 |    | 金 |    |    |    |    | 香 | 一 |
|    | 王 | 銀 |    |    |    |    | 飛 |    | 二 |
|    | 歩 | 歩 | 歩 |    | 金 | 桂 |    |    | 三 |
| 歩 |    |    |    | 歩 |    | 銀 |    | 歩 | 四 |
|    | 歩 | 歩 | 歩 |    | 歩 | 歩 | 歩 |    | 五 |
| 歩 |    | 銀 |    | 歩 |    |    |    |    | 六 |
|    |    |    | 金 | 銀 | 歩 | 歩 | 歩 | 歩 | 七 |
|    | 玉 | 金 |    |    |    |    | 飛 |    | 八 |
| 香 | 桂 |    |    |    |    | 角 | 桂 | 香 | 九 |

이 전형은 후수에서도 응용된다. 그림 4-1에서 △8八각성 ▲동은 △2二은 ▲7七은 △3三은 ▲4八은 △4四보 ▲6八옥 △4二비로 사간비차로 구성하고 그림 4-3처럼 진행한다. 이하 ▲3八비라면 △5七각성 ▲동금 △2六보 ▲동보 △동비 ▲2八보 △2七보가 목적인 방법.

## 참고 문헌
- 요코야마 고보(横山公望) (1995). 《고보류 메리켄 맞비차 전법(公望流メリケン向飛車戦法)》. 산이치 쇼기 시리즈(三一将棋シリーズ). 산이치 쇼보(三一書房). ISBN 4380952606.
- 시마 아키라(島朗) (2002). 《시마 노트: 몰이비차편(島ノート : 振り飛車編)》. 고단샤. ISBN 4062116332.